# François-Henri de Montmorency-Luxembourg

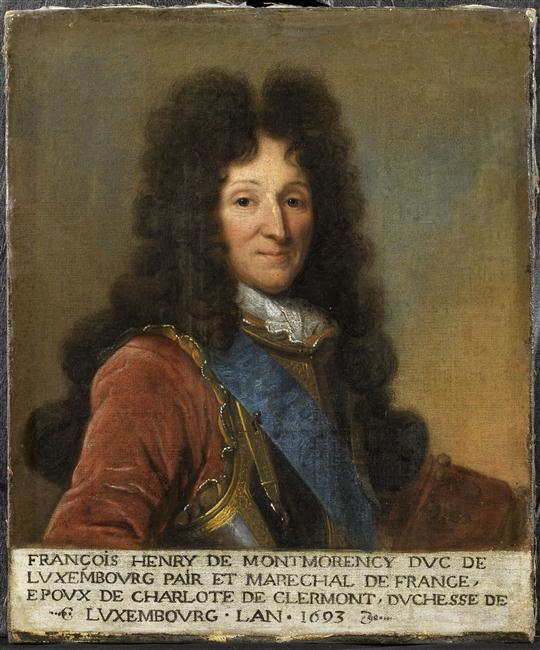
Marschall de Luxembourg

Francois Henri de Montmorency-Bouteville, Herzog von Luxemburg-Piney (* 8. Januar 1628 in Paris; † 4. Januar 1695 in Versailles) war ein französischer Heerführer, Pair und Marschall von Frankreich.
Der „Marschall von Luxemburg“, aus dem bedeutenden Geschlecht der Montmorency, war einer der berühmtesten Feldherrn des 17. Jahrhunderts und einer der wichtigsten Heerführer Ludwigs XIV. Seine kriegerischen Erfolge, seine Grausamkeit und auch sein Wiederaufstieg, nachdem er in der Bastille eingekerkert worden war, brachten ihn in den Ruf, „mit dem Teufel im Bunde zu stehen“. Dieses Gerücht war die Grundlage für die seit ca. 1680 bekannte Sage vom Herzog von Luxemburg, die in Form von Pamphleten, Volksbüchern und Flugschriften in Holland und Frankreich, aber auch in Deutschland weit verbreitet war.

## Leben
François Henri de Montmorency, später de Montmorency-Luxembourg, comte de Luxe et de Bouteville, später Duc de Piney (genannt de Luxembourg) und Pair de France, Seigneur de Précy, de Blaincourt et de Bouqueval, der Gefährte und Nachfolger des großen Condé, Ludwig II. von Bourbon, Prinz von Condé, wurde am 8. Januar 1628 in Paris geboren. Sein Vater, François de Montmorency-Bouteville (1600–1627), war sechs Monate zuvor auf der Place de Grève enthauptet worden, weil er den König provoziert hatte, indem er den Marquis de Beuvron in einem  Duell tötete. François’ Tante, Charlotte de Montmorency, Prinzessin der Condé, nahm sich seiner an und erzog ihn zusammen mit ihrem eigenen Sohn Louis, dem Herzog von Enghien, wie der künftige Prince de Condé zu Lebzeiten seines Vaters genannt wurde. François’ ein Jahr ältere Schwester war Isabelle-Angélique de Montmorency (1626–1695).
Der junge Montmorency zog mit seinem Vetter ins Exil in die Spanischen Niederlande und teilte dessen Erfolge und Rückschläge während der Fronde. Er kehrte 1659 nach Frankreich zurück und wurde begnadigt. Condé, der sich an Isabelle-Angélique, die spätere Herzogin von Châtillon, angeschlossen hatte, arrangierte die Heirat seines Cousins mit der besten Partie Frankreichs, Madeleine Charlotte de Clermont-Tonnerre, Herzogin von Luxemburg-Piney, Prinzessin von Tingry und Erbin des Herzogtums Luxemburg (1661, siehe Haus Clermont-Tonnerre). Nach der Hochzeit wurde Montmorency iure uxoris zum Herzog von Piney-Luxemburg erhoben und zum Pair von Frankreich ernannt.
Bei Ausbruch des Devolutionskrieges (1667–1668) hatte Condé und somit auch der Herzog von Luxemburg, wie Montmorency jetzt genannt wurde, kein Kommando, aber in der zweiten Kampagne diente Luxembourg bei der Eroberung der Franche-Comté als Lieutenant-général und Condés Stellvertreter.

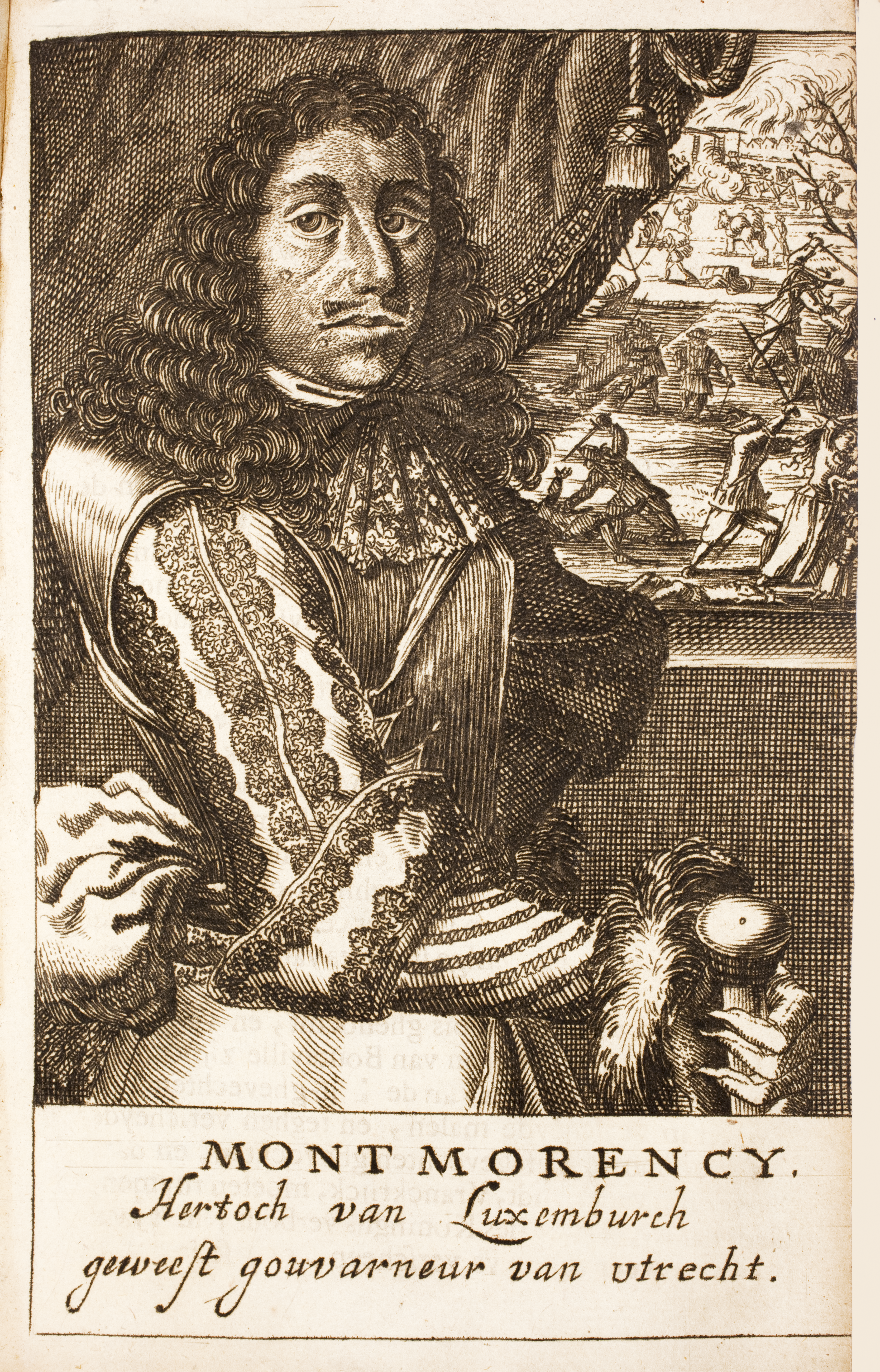
François-Henri de Montmorency, Stich 1674

Während der folgenden Friedensjahre erhielt sich Luxembourg die Gunst Louvois’ und erhielt 1672, nach der Rückkehr des Königs nach Versailles, den Oberbefehl in den Niederlanden. Er schlug den Prinzen von Oranien bei Woerden, verwüstete Holland und führte 1673 den berühmten Rückzug von Utrecht nach Maastricht mit 20.000 Mann im Angesicht der mit 70.000 Mann mehr als dreifach überlegenen feindlichen Armee. Mit dieser militärischen Glanzleistung sicherte sich Montmorency-Luxembourg seinen Platz in der ersten Garde der Heerführer. 1674 wurde er zum Hauptmann der Garde du corps du roi und 1675 zum Marschall von Frankreich ernannt. 1676 wurde er an die Spitze der Rheinarmee gestellt, konnte aber die Einnahme Philippsburgs durch Karl von Lothringen nicht verhindern. Er nahm mit seinen Truppen Valenciennes am 17. März 1677 und schlug 1678 den Prinzen von Oranien, der ihn nach der Unterzeichnung des Friedens von Nimwegen bei Saint-Denis angegriffen hatte.
Seit langem entzweit mit dem mächtigen Louvois, der ihn in die affaire des poisons (Giftmischerinnenaffäre um La Voisin) zu verwickeln versuchte und ihn in der Bastille einkerkern ließ, blieb er elf Jahre ohne Kommando. Wie aber Rousset in seiner Histoire de Louvois gezeigt hat, war dieser Streit vermutlich nur vorgetäuscht. Zwar verbrachte Montmorency im Jahre 1680 einige Monate in der Bastille, nahm aber nach seiner Entlassung seinen Posten als capitaine des gardes sofort wieder ein.
Als 1690 der Krieg wieder ausbrach, erkannten Louvois und der König, dass Montmorency der einzige war, der es mit dem Prinzen von Oranien aufnehmen konnte, und übertrugen ihm das Kommando über die Armee in Flandern. Am 1. Juli 1690 erkämpfte er einen großen Sieg gegen Georg Friedrich von Waldeck bei Fleurus. Im folgenden Jahr kommandierte er die am 18. September 1691 bei Leuze siegreiche Armee.
Im nächsten Feldzug deckte er des Königs Belagerung von Namur und schlug am 5. Juni 1692 Wilhelm von Oranien in der Schlacht bei Steenkerke. Am 29. Juli 1693 erkämpfte er bei Neerwinden, in einer der blutigsten Schlachten des 17. Jahrhunderts, seinen größten Sieg gegen seinen alten Widersacher. Seinem König Ludwig XIV. meldete er in einem lakonischen Schreiben den Sieg:

« Vos ennemis ont fait des merveilles, vos troupes encore mieux. Les Princes de votre sang se sont surpassés. Pour moi, Sire, je n’ai d’autre mérite que d’avoir exécuté vos ordres. Vous m’aviez dit d’attaquer une ville et de livrer une bataille; j’ai pris l’une et j’ai gagné l’autre. »

„Ihre Feinde haben ihr Bestes gegeben, Ihre Truppen noch mehr. Die Prinzen Ihres Geblüts haben sich selbst übertroffen. Ich selbst, Sire, habe kein anderes Verdienst als Ihre Befehle ausgeführt zu haben. Sie haben mir aufgetragen eine Stadt anzugreifen und eine Schlacht zu schlagen. Ich habe die eine genommen und die andere gewonnen.“

Danach wurde er „le tapissier de Nôtre Dame“ genannt, wegen der großen Zahl erbeuteter Fahnen, die er nach Paris schickte und die in der Kathedrale aufgehängt wurden. Bei seiner Rückkehr wurde er von allen umjubelt, nur der König empfing den Verwandten und Anhänger der Condés kühl. Saint-Simon (1675–1755) beschreibt im ersten Band seiner Memoiren, wie Luxembourg, statt den ihm gemäß seinem Patent von 1661 zustehenden achtzehnten Platz unter den Pairs von Frankreich einzunehmen, den zweiten Platz in der Rangfolge für sich beanspruchte, da er durch seine Frau Herzog von Piney sei und sich auf dessen älteres Patent von 1571 berief.
Im Feldzug von 1694 tat Luxembourg wenig in Flandern, außer dass er im Angesicht des Feindes den berühmten Marsch von Vignamont (bei Huy) nach Espierre (bei Tournai) (22. bis 25. August), führte. Nach seiner Rückkehr nach Versailles erkrankte er und starb im Januar 1695. Während seiner letzten Atemzüge besuchte ihn der Jesuit und Hofprediger Louis Bourdaloue (1632–1704), der über seinen Tod sagte „Ich habe nicht sein Leben gelebt, aber ich wünsche mir, seinen Tod zu sterben“.

## Bedeutung
Montmorency war wegen seiner Härte und seiner brutalen Kriegsführung in den Niederlanden gefürchtet und wegen seiner Grausamkeit verhasst. Seine moralischen Ansichten und menschlichen Qualitäten waren selbst für damalige Verhältnisse nicht die Besten, auch zeigte er kaum Anzeichen einer religiösen Überzeugung. Er war klein, bucklig, verwachsen, galt als indolent und schwächlich. Aber als General war er Condés Meisterschüler. Obwohl er, wie auch Condé, in der Organisation der Feldzüge eher träge war, schien er während der Schlacht, wenn es in kritischen Situationen darauf ankam, durch glückliche Eingebungen gesegnet zu sein und traf die richtigen Entscheidungen, gegen die weder Wilhelms Eifer, noch die Standhaftigkeit der holländischen oder englischen Soldaten bestehen konnten. Sein Tod und Catinats fehlendes Kriegsglück zogen den Schlussstrich unter die zweite Phase der militärischen Unternehmungen Ludwigs XIV. Luxembourgs und Catinats militärische Fähigkeiten reichten zwar nicht an Condé oder Turenne, aber sie waren doch ihren Nachfolgern Tallard und Villeroi weit überlegen.
Der Herzog von Luxemburg war auch bekannt für seinen scharfen Witz. Eine seiner schlagfertigen Erwiderungen bezog sich auf seine körperliche Missbildung. Sein alter Gegner Wilhelm von Oranien soll, so wurde ihm berichtet, gesagt haben: „Niemals gelingt es mir diesen verfluchten Buckligen zu schlagen!“. Luxembourg erwiderte: „Woher will er wissen, dass ich einen Buckel habe? Er hat mich ja noch nie von hinten gesehen“.
Da er häufig äußerte, er wolle sich gern „dem Teufel ergeben, wenn sein König nur immer siegreich durch ihn sei“ – was ja auch meistens der Fall war – und in den Prozess der Giftmischerin Voisin („affaire de poisons“) verwickelt war, hieß es, er sei mit dem Teufel im Bunde und so entstand unmittelbar nach seinem Tode die Fama, „der Teufel habe ihn geholt“.
François Henri de Montmorency hinterließ vier Söhne und eine Tochter:
1. Charles François Frédéric de Montmorency (1662–1726) Herzog von Piney und Luxembourg – dessen Sohn Charles François II. de Montmorency-Luxembourg war ebenfalls Marschall von Frankreich.
2. Pierre Henri Thibaut de Montmorency (1663–1700), Abt von Saint Michel und Ourscamp.
3. Paul Sigismond de Montmorency (1664–1731) Herzog von Châtillon 1695.
4. Angélique Cunégonde, Mademoiselle de Luxemburg (1666–1736), ⚭ 1694 Louis Henri de Bourbon (1640–1703), Graf von Noyers und Graf von Dunois, Sohn des Louis de Bourbon, Graf von Soissons.
5. Chrétien Louis de Montmorency (1675–1746), Fürst von Tingry, Herzog von Luxemburg und als Marechal de Montmorency 1734 ebenfalls Marschall von Frankreich.